# Un estraneo al mio fianco
Un estraneo al mio fianco (The Stranger Beside Me) è un libro autobiografico e biografico originariamente scritto nel 1980 da Ann Rule sul serial killer Ted Bundy, che conosceva personalmente prima e dopo il suo arresto per una serie di omicidi. Le successive revisioni del libro furono pubblicate nel 1986, 1989, 2000 e 2008. In italiano uscì per la Longanesi nel 2002.

## Trama
I primi capitoli successivi alla breve introduzione sulla nascita e sulla famiglia di Bundy descrivono l'amicizia di Rule con Bundy, le sue prime impressioni su di lui e la sua riluttanza a considerare l'evidenza che poteva essere effettivamente responsabile dei crimini di cui è stato accusato. Ha incontrato Bundy nel 1971 quando era uno studente di psicologia all'università di Washington, pensando a una carriera in legge e politica. Hanno lavorato insieme in un centro di crisi rispondendo alle telefonate di coloro che stavano contemplando il suicidio o affrontando altre difficoltà. Ann Rule considerava Bundy "gentile, sollecito ed empatico". 
La Rule e Bundy strinsero amicizia, condividendo pasti e conversazioni. Oltre un decennio più vecchia di Bundy, Rule in seguito dichiarò che si sarebbe fidata di Bundy per la cura dei suoi stessi figli. Persero i contatti alla fine del 1973 dopo aver smesso di lavorare al centro di crisi. A partire dall'inizio del 1974, una serie di brutali omicidi di giovani donne nella zona di Seattle sconvolse la città e attirò grande interesse. Le donne venivano uccise a una velocità di circa una ogni 30 giorni. Bundy fu considerato un possibile sospetto a partire dall'estate del 1974, quando l'assassino non identificato fu osservato da diversi testimoni che parlavano con due giovani donne che in seguito scomparvero nel Lake Sammamish State Park . 
L'uomo venne descritto come alto, bello ed identificatosi come "Ted". Uno schizzo basato sulle descrizioni dei testimoni oculari è stato riconosciuto da diverse persone, inclusa la Rule, come somigliante a Bundy. Rule riteneva improbabile che Bundy fosse un assassino, ma lo denunciò comunque alla polizia. Tuttavia, le autorità sono state inondate dai suggerimenti sugli omicidi e inizialmente non credevano che Bundy fosse un probabile sospetto, a causa della sua persona superficialmente rispettabile. Bundy si trasferì a Salt Lake City alla fine del 1974, dopo essere stato ammesso alla facoltà di giurisprudenza all'Università dello Utah. Le uccisioni a Seattle cessarono improvvisamente, ma le giovani donne nello Utah, in Colorado e nell'Idaho iniziarono a sparire e furono assassinate in circostanze simili ai crimini nella zona di Seattle. Gli investigatori della polizia in diversi stati hanno iniziato a condividere informazioni, restringendo sempre più Bundy come sospetto nella serie di omicidi irrisolti. 
Nel settembre del 1975, Bundy telefonò ad Ann Rule da Salt Lake, chiedendo di aiutarlo attraverso i suoi agganci nel dipartimento, per sapere perché alla polizia di Seattle servivano citazioni dai suoi registri scolastici nello Utah. Evitò di menzionare che nell'agosto del 1975 era stato arrestato e accusato del rapimento, nel novembre 1974, di una giovane donna che era stata rapita da un uomo che si era presentato come ufficiale di polizia a Murray, nello Utah. Dopo un processo al banco, Bundy fu condannato da 1 a 15 anni nello Utah. Fu estradato in Colorado per affrontare le accuse di omicidio, ma la Rule era ancora riluttante ad ammettere che il suo amico potesse essere un assassino. Bundy fuggì due volte dalla custodia in Colorado, inviando lettere o cartoline ad Ann Rule mentre era in fuga. Ha proclamato la sua innocenza e ha chiesto soldi che gli consentissero di entrare in Canada. Alla fine il fuggitivo si diresse verso la Florida. 
Nel gennaio 1978, si scatenò in una confraternita della Chi Omega alla Florida State University, picchiando diverse donne (due delle quali morirono in seguito). In Un estraneo al mio fianco, questo episodio è narrato in terza persona, ma non onniscientemente, poiché l'autore non è identificato come Bundy, mantenendo così la documentazione di questi eventi in sincronia con le conoscenze disponibili agli agenti al momento in cui Ann Rule scriveva degli eventi. Bundy ha continuato uccidendo un'altra donna adulta e stuprando ed uccidendo una ragazza di 12 anni che ha rapito fuori dalla sua scuola. Fino alla cattura di Bundy nel febbraio 1978 e ai suoi successivi processi in Florida, quando Bundy si è rappresentato in tribunale, la Rule non accetta pienamente che Bundy sia un serial killer. La svolta, afferma Rule, è arrivata dopo che i dentisti forensi hanno testimoniato che i denti di Bundy corrispondevano al segno del morso profondo sul corpo di una delle vittime dello stato della Florida. Questa fu la prima prova fisica che lo collegò definitivamente ai crimini, rendendo impossibile ad Anne mantenere i dubbi sulla sua colpa. Rule trova l'idea scioccante al punto che "[corre] nel bagno delle donne e vomita". 
Una postfazione, in seguito al lamento della Rule per Bundy e le sue vittime, descrive il processo a Bundy per l'omicidio della dodicenne Kimberly Leach in Florida. Bundy è stato condannato a morte in Florida. Ha continuato a sostenere la propria innocenza per diversi anni, ma poco prima dell'esecuzione ha confessato oltre 30 omicidi nel tentativo apparente di ritardare la sua morte. L'aggiornamento del 1989 delinea l'esecuzione di Bundy e l'aggiornamento del 2000 tocca molte cose, tra cui il fatto che varie donne affermano di aver incontrato Bundy negli anni '70, il ritiro di Robert Keppel dal lavoro di detective e il suo impiego presso l' Università di Washington, e il possibile coinvolgimento di Bundy nella scomparsa irrisolta di Ann Marie Burr, una ragazza scomparsa nel 1961 quando Bundy aveva 14 anni. 
Un aggiornamento del libro, del 2008, include altre storie di donne che hanno contattato Ann Rule con storie dei loro contatti "quasi mancati" con un uomo che credono fosse Ted Bundy, e anche una sezione "Domande frequenti su Ted Bundy" in cui Rule cerca di rispondere alle domande poste più frequentemente dai lettori, incluso il fatto che non era responsabile dell'omicidio di Kathy Merry Devine del 1973, per il quale era da tempo sospettato. La profilazione del DNA ha collegato quell'uccisione a un ex detenuto di nome William Cosden, che è stato successivamente processato e condannato per quell'omicidio.

## Edizioni
- Ann Rule, Un estraneo al mio fianco, traduzione di Maddalena Togliani, Longanesi, 2002, ISBN 978-8830420045.

## Adattamento cinematografico
Nel 2003, The Stranger Beside Me è stato adattato in un film per la TV interpretato da Billy Campbell nei panni di Bundy e Barbara Hershey nei panni di Rule. 